# Salamu Mežidov
Salamu Mežidov (* 10. února 1981) je bývalý ruský zápasník–sambista a judista čečenské národnosti.

## Sportovní kariéra
Zápasení v judo/sambo se věnoval od svých 15 let v Argunu pod vedneím Ibragima Ajubova. V ruské judistické reprezentaci se pohyboval od roku 2003 v polostřední váze do 81 kg. V olympijském roce 2004 prohrál olympijskou nominaci na olympijské hry v Athénách s Dmitrijem Nosovem. V roce 2006 s utrpěl zranění kolene a po rekonvalescenci ztratil na váze pět kilgramů, výsledkem čehož se přesunul do nižší lehké váhy do 73 kg. V roce 2008 uspěl v ruské olympijské nominaci pro účast na olympijské hry v Pekingu, ale do Pekingu formu nevyladil. Vypadl v úvodním kole s Ukrajincem Hennadijem Bilodidem. Po olympijských hrách vypadl z užšího výběru reprezentace. Sportovní kariéru ukončil v roce 2012.

## Výsledky

### Judo
| Turnaj             | 2003        | 2004        | 2005        | 2006       | 2007       | 2008       |
| Turnaj             | 22          | 22          | 24          | 25         | 26         | 27         |
| Turnaj             | polostřední | polostřední | polostřední | lehká váha | lehká váha | lehká váha |
| ------------------ | ----------- | ----------- | ----------- | ---------- | ---------- | ---------- |
| Olympijské hry     |             | —           |             |            |            | úč.        |
| Mistrovství světa  | úč.         |             | —           |            | úč.        |            |
| Mistrovství Evropy | úč.         | —           | úč.         | 3.         | 1.         | úč.        |